# Дарен Флечер
Дарен Бар Флечер (енгл. Darren Barr Fletcher; Далкит, 1. фебруар 1984) је шкотски фудбалер који тренутно игра за Стоук Сити.

## Каријера
У јуниорским селекцијама Манчестер јунајтеда почео је наступати 2000. године, а следеће године потписује први професионални уговор. У првим годинама проведеним у Манчестеру био је замена Дејвиду Бекаму на позицији десног крила. За први тим Јунајтеда дебитовао је у мају 2004. у финалу ФА купа против Милвола. У сезони 2004/2005. у игру је улазио са клупе, а први погодак за Јунајтед постиже у јануару 2005. године у победи Манчестер јунајтеда над Мидлсбром са 2:0.
У наредним сезонама Флечер није добијао пуно прилика због јаке конкуренције у везном реду Јунајтеда. У сезони 2007./08. готово да и није играо, али је постигао два поготка у победи Манчестер јунајтеда над Арсеналом од 4:0 у четвртфиналу ФА купа. У сезони 2008/2009. у само неколико утакмица је био стартер.
Стартни играч прве поставе постаје у сезони 2009/2010. Одиграо је све битне мечеве за Манчестер јунајтед. У априлу 2010. године уврштен је у идеалан тим Премијер лиге.

## Репрезентација
Први погодак за репрезентацију Шкотске постигао је 11. октобра 2003. на својој првој утакмици за репрезентацију против Литваније која је и завршена резултатом 1:0. У мају 2004. био је капитен репрезентације у утакмици против Естоније, чиме је постао најмлађи капитен Шкотске репрезентације у њеној историји.

## Титуле и награде

### Манчестер
- Премијер лига (3): 2006/07, 2007/08, 2008/09;
- ФА куп (1): 2003/04.
- Енглески Лига куп (1): 2005/06.
- ФА Комјунити шилд (3): 2003, 2007, 2008.
- Лига шампиона (2) 1998/99, 2007/08.
- Светско клупско првенство у фудбалу (1): 2008.